# Ribeira Grande (Kaapverdië)
Ribeira Grande, officieel Cidade de Ribeira Grande, is de hoofdplaats van de gemeente Ribeira Grande op het Kaapverdische eiland Santo Antão in de geografische regio Ilhas de Barlavento.

## Sport
De lokale voetbalclub heet Beira-Mar. 